# Croton farinosus
Espèce
Croton farinosus est une espèce de plantes à fleurs du genre Croton et de la famille des Euphorbiaceae, présente au sud-est de Madagascar.
Il a pour synonyme :
- Oxydectes farinosa, (Lam.) Kuntze